# Код доступу «Софія»
«Код доступу „Софія“» — кінофільм режисера Айзека Флорентайна, що вийшов на екрани в 2011 році.

## Зміст
У болгарській столиці Софії відбуваються дивні і зловісні події. Кримінальні угруповання міста стали мішенню якогось загадкового вбивці. Мисливець неймовірно спритний і ретельно екіпірований, він нещадний і невловимий. Що це — помста? Розборки конкурентів? Банальне пограбування? Знайти розгадку береться детектив Роберт, якому належить опитати безліч людей, відвідати величезну кількість місць, потрапити в безвихідну ситуацію і опинитися на волосині від смерті, але все ж розкрити таємницю Софії.

## Ролі
| Актор             | Роль |
| ----------------- | ---- |
| Крістіан Слейтер  | -    |
| Дональд Сазерленд | -    |
| Еліка Кравець     | -    |
| Тімоті Сполл      | -    |
| Башар Рахаль      | -    |
| Маріана Станишева | -    |
| Івайло Герасков   | -    |
| Маріан Вулев      | -    |
| Кирило Єфремов    | -    |
| Йорданка Ангелова | -    |

## Знімальна група
- Режисер — Айзек Флорентайн
- Сценарист — Ненсі Л. Бабин, Ханс Фюерзінгер, Еліка Кравець
- Продюсер — Девід Е. Орнстон, Суфо Евтімов, Бо Дж. Гено
- Композитор — Саймон Стівенс